# Maryam Eisler

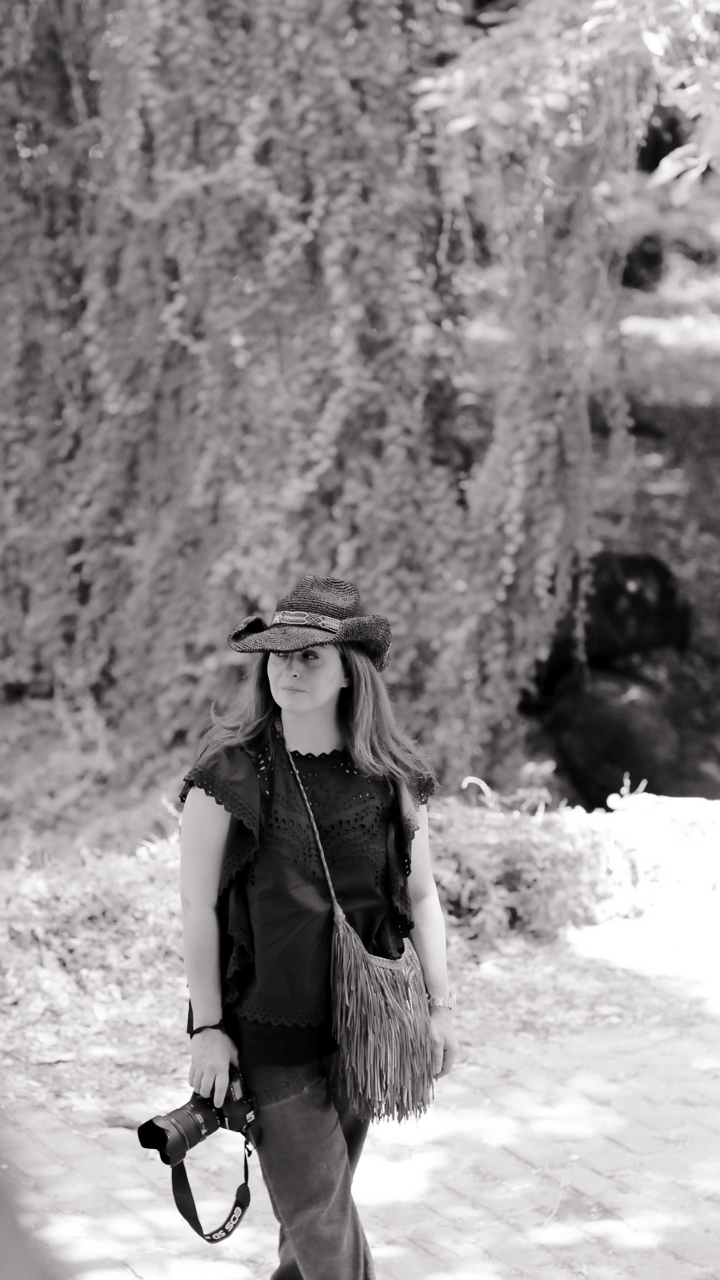
Maryam Eisler, 2015

Maryam Eisler (persisch مریم ایسلر; * 1968 in Teheran, Iran) ist eine im Iran geborene Fotografin, Kunstsammlerin, Mäzenin und Autorin. Sie lebt in London.

## Leben und Werk
Eisler wuchs ab ihrem zehnten Lebensjahr in Paris auf, nachdem sie den Iran aufgrund der Revolution verlassen hatte. Sie erwarb 1989 am Wellesley College einen BA in Political Science und erhielt dann 1993 einen MBA der Columbia University. Anschließend war sie im Kosmetikmarketing bei L’Oréal und dann bei Estée Lauder tätig.
Eisler setzt sich für die interdisziplinäre Erforschung und Präsentation von Kunst und Kultur aus dem Nahen, Mittleren und Fernen Osten ein. In Zusammenarbeit mit dem Davis Museum des Wellesley College richtete sie 2014 dafür eine Plattform ein. Sie war auch Mitglied des Guggenheim Middle East Circle, im Vorstands des Wellesley College und bis 2020 Co-Vorsitzende des MENAAC (Middle East North Africa Acquisitions Committee) der Tate Gallery. Gemeinsam mit ihrem Mann Edward unterstützt sie das British Museum beim Ausbau seiner Sammlung von Objekten aus dem Mittleren Osten.
Eisler ist Teil des Strategic Advisory Panel der Delfina Foundation. Von 2015 bis 2020 war sie Treuhänderin der Whitechapel Gallery. Sie ist im Beirat von Photo London und Nominatorin für den Prix Pictet Photography Prize.
Eisler ist Produzentin des Projekts von Oscar-Preisträger Tim Yip, „Love Infinity“, das im März 2022 auf MUBI gestartet wurde.
Eisler hat fotografisch und redaktionell für Vanity Fair, On Art, Harper’s Bazaar Art, Harper’s Bazaar Interiors und Vogue Arabia gearbeitet. 
Bei ihrer fotografischen Arbeit interessiert sie sich für die Beziehung zwischen der Figur und der Umgebung, in der diese platziert ist.

## Ausstellungen (Auswahl)

### Einzelausstellungen
- 2016: Searching for Eve in the American West, Tristan Hoare Gallery, London
- 2016: Photo London, Tristan Hoare Gallery, London
- 2017: Searching for Eve in the American West, Space SBH, St. Barthélemy
- 2018: The Sublime Feminine, Harper’s Books, East Hampton, New York
- 2018: Bathing the Form in Light, Harper's East Hampton, East Hampton, New York
- 2018: Havana: Beauty and Dereliction, Bermondsey Project Space, London
- 2018: Adventure & Obsession, Project Space, Bermondsey, London
- 2019: Imagining Tina: A Dialogue with Edward Weston, Tristan Hoare Gallery, London
- 2019: East London portraits, Photography museum in London Fotografia, London
- 2020: Imagining Tina: A Dialogue with Edward Weston, online exhibition at FluxZone Gallery, Mexiko-Stadt
- 2022: If Only These Walls Could Talk. Alon Zakaim Fine Art, London[7]

## Gruppenausstellungen
- 2016: Searching for Eve in the American West, Photo London for Tristan Hoare, London
- 2017: Eurydice in Provence, Unseen Art Fair for Tristan Hoare, Amsterdam
- 2017: Eurydice in Provence, Dallas Art Fair for Tristan Hoare, Dallas[8]
- 2019: O for Origin, De Pury at Asprey, London
- 2019: Et Dieu Crea La Femme, with Pandemonia and Charlotte Colbert, Catherine Prevost Designs, London
- 2019: All About Eve, Art Marbella
- 2019: The Fight, Genf
- 2019: VFD 10 Punish the Streets, New Art Projects, London
- 2020:  Confined Artists - Free Spirits: Photographs from Lockdown, Online portrait gallery and  global artist diary entry, LUX magazine

## Auszeichnungen
- 2014 wurde Eisler für ihre Kunstsammlung in die Artnet-Liste der 100 mächtigsten Frauen der Kunst aufgenommen und für ihre Veröffentlichungen zur iranischen und türkischen Gegenwartskunst zu einer der einflussreichsten Frauen der europäischen Kunstwelt ernannt.[9]
- 2017: Searching For Eve In The American West, Winner, Best Exhibition Catalogue, British Book Design and Production Award 2017

## Veröffentlichungen (Auswahl)
- Voices: East London. London: Thames & Hudson; TransGlobe, 2017, ISBN 978-0-500-97085-0.
- mit Hossein Amirsadeghi: Sanctuary: Britain’s Artists and their Studios. Transglobe Publishing Ltd, 2019, ISBN 978-0-9545083-9-5.
- Art Studio America: Contemporary Artist Spaces. Thames and Hudson Ltd, 2013, ISBN 978-0-500-97053-9.
- mit Hossein Amirsadeghi: Unleashed: Contemporary Art from Turkey. Thames and Hudson Ltd, 2010, ISBN 978-0-500-97702-6.
- London Burning: Portraits from a Creative City. Thames and Hudson Ltd, 2015, ISBN 978-0-500-97071-3.
- The Sublime Feminine. Struktur Design Ltd, 2018, ISBN 978-0-9568807-3-4.
- mit Lisa Fischman, Shiva Balaghi, Hossein Amirsadeghi: Parviz Tanavoli. Davis Museum, 2015, ISBN 978-0-9858249-3-8.
- Imagining Tina: A Dialogue with Edward Weston. Struktur Design Ltd, 2019, ISBN 978-0-9568807-5-8.
- If Only These Walls Could Talk. Struktur Editions, 2022, ISBN 978-1-8384374-1-1.